# Maria Repetto
Blahoslavená Maria Repetto (1. listopadu 1807, Voltaggio – 5. ledna 1890, Janov) byla italská řeholnice.

## Život
Byla dcerou notáře a nejstarší z jedenácti dětí. Žila ve velmi zbožné rodině - tři z jejích sester se staly řeholnicemi a jeden bratr knězem. Dne 7. května 1829 vstoupila k Dcerám Panny Marie Útočiště a roku 1831 složila své řeholní sliby. Působila mnoho let jako švadlena.
Když jí začal selhávat zrak, stala se vrátnou svého konventu. Věřila v dobro práce a potřebovala ke svému postavení diplomatické dovednosti. Vyvinula si velkou oddanost ke sv. Josefu, a neustále ho žádala ve svých modlitbách o ochranu a vedení. Rozdávala malé medaile a obrázky sv. Josefa které při položení na postiženou část těla mohly léčit. Sama nic nevlastnila a zvládala péči o chudé. Maria pečovala i o nemocné během epidemie cholery v letech 1835 - 1854.
Celý svůj život mluvila s Ježíšem nebo Bohem o svých povinnostech a ke konci svého života měla vize.
Blahořečena byla 4. října 1981 papežem sv. Janem Pavlem II.